# Eranina hovorei
Eranina hovorei là một loài bọ cánh cứng trong họ Cerambycidae.